# Сатанинские ритуалы
«Сатанинские ритуалы» — книга Антона Шандора Лавея, опубликованная в 1972 году издательством «Эйвон Букс» в качестве дополнения к «Сатанинской библии». В книге описаны девять ритуалов и церемоний, предназначенных для группового исполнения со вводным эссе к каждому из них. Также в книге описан ритуал крещения ребёнка, который ЛаВей использовал для своей дочери Зины во время первого публичного крещения Церкви Сатаны.